# Furacão Fabian
O furacão Fabian foi um poderoso furacão de Cabo Verde que atingiu as Bermudas no início de setembro durante a temporada de furacões no oceano Atlântico de 2003. Foi a sexta tempestade nomeada, o quarto furacão e o primeiro furacão maior da temporada, desenvolvido a partir de uma onda tropical no Oceano Atlântico tropical em 25 de agosto. Moveu-se para oeste-noroeste sob a influência da cordilheira subtropical ao norte, e se fortaleceu continuamente em uma área de altas temperaturas da superfície do mar e leve cisalhamento do vento. O furacão atingiu um pico de intensidade de 233 km/h (145 mph) em 1 de setembro, e enfraqueceu lentamente ao virar para o norte. Em 5 de setembro, Fabian atingiu as Bermudas com ventos de mais de 190 km/h (120 mph). Depois de passar pela ilha, o furacão virou-se para o nordeste e tornou-se extratropical em 8 de setembro, antes de se dissipar dois dias depois.
Fabian foi o furacão mais forte a atingir as Bermudas desde o furacão Arlene em 1963. Foi o mais prejudicial e o primeiro furacão a causar a morte na ilha desde 1926. Os fortes ventos do furacão resultaram em danos moderados e destruíram telhados em toda a ilha. Uma forte tempestade associada ao furacão matou quatro pessoas que cruzavam uma ponte nas Bermudas, fechando temporariamente a única ligação entre as duas ilhas. O ameaçado petrel das Bermudas, mais conhecido como cahow, foi ameaçado pelo furacão, que destruiu dez ninhos, embora o trabalho voluntário tenha transportado a espécie para um local mais seguro. Fortes ondas resultaram em danos no norte de Porto Rico e na República Dominicana, e também causaram o afogamento de quatro pessoas ao longo da costa atlântica dos Estados Unidos. Ao todo, Fabian causou cerca de US$ 300 milhões em danos e oito mortes.

## História meteorológica
Em 25 de agosto, uma onda tropical emergiu na costa da África. Seguindo para o oeste, a onda desenvolveu convecção sobre seu centro e as condições favoráveis permitiram que ela se desenvolvesse ainda mais. O sistema passou pelas ilhas de Cabo Verde mais tarde naquele dia à medida que a convecção enfraquecia continuamente. No início de 27 de agosto, a convecção novamente aumentou e consolidou perto do centro, e mais tarde naquele dia a onda se desenvolveu em Depressão Tropical Dez enquanto localizada em 680 km (420 mi) a oeste das ilhas de Cabo Verde. Movendo-se para o oeste em uma área de águas quentes e baixo cisalhamento vertical, a depressão intensificou-se continuamente, e foi chamada de Tempestade Tropical Fabian em 28 de agosto conforme a convecção aumentou e as características de bandas tornaram-se mais proeminentes.
A formação de faixas e o fluxo de saída continuaram a se desenvolver como um anel de convecção formado ao redor do centro de Fabian, e em 30 de agosto, a tempestade se intensificou em um furacão enquanto gradualmente diminuía seu movimento para oeste-noroeste. À medida que as características das bandas e o fluxo de saída se tornaram mais bem definidos, um olho se desenvolveu no centro da convecção mais profunda. Fabian rapidamente se fortaleceu e atingiu o status de furacão maior no final daquele dia. A convecção profunda tornou-se muito concêntrica em torno do olho de 185 km (115 mi) de largura, e o furacão atingiu ventos de 201 km/h (125 mph) no início de 31 de agosto. Nesse momento, a convecção mais profunda perto do olho teve sua aparência degradada, e Fabian interrompeu temporariamente sua tendência de fortalecimento. Mais tarde naquele dia, o olho tornou-se distinto novamente dentro de uma área perfeitamente redonda de convecção profunda. O fluxo de saída continuou a se expandir em todas as direções, e Fabian se intensificou em um furacão de categoria 4 no final de 31 de agosto. A atividade da tempestade perto da parede do olho tornou-se mais intensa e o topo das nuvens na parede do olho tornou-se muito mais frio; simultaneamente, o fluxo para longe do olho tornou-se muito mais simétrico, ambos sinais de um ciclone tropical se intensificando. Fabian atingiu seu pico de intensidade de 233 km/h (145 mph) em 1 de setembro, enquanto localizado 345 milhas (555 km) a leste do norte das Pequenas Antilhas.

Furacão Fabian ao sul das Bermudas em 5 de setembro

Depois de manter seu pico de intensidade por 12 horas Fabian degradou devido a flutuações internas e começou a enfraquecer. O furacão virou para noroeste em 2 de setembro em resposta a um enfraquecimento na crista subtropical, uma quebra causada por uma circulação de nível médio sobre o sudoeste do Oceano Atlântico. Depois de voltar para uma furacão categoria 3, Fabian voltou a se intensificar em 4 de setembro e recuperou a categoria 4 status por um curto período de tempo. O furacão enfraqueceu novamente enquanto acelerava para o norte em direção às Bermudas, um movimento devido à aproximação de uma depressão de nível médio. À medida que pequenas bolsas de ar seco foram arrastadas para a parede do olho, Fabian enfraqueceu ligeiramente, passando apenas 14 milhas (23 km) a oeste das Bermudas em 5 de setembro como um 190 km/h (120 mph) Furacão de categoria 3. A porção leste da parede do olho moveu-se sobre a ilha, resultando em um impacto direto; o centro não se moveu sobre a ilha, então Fabian não atingiu o continente. Depois de passar pela ilha, o furacão acelerou para nordeste e enfraqueceu para um furacão de categoria 2 com ventos de 169 km/h (105 mph) em 7 de setembro. O enfraquecimento constante ocorreu à medida que o furacão se movia para uma área de crescente cisalhamento do vento, ar mais seco e águas progressivamente mais frias. Em 8 de setembro, enquanto localizado 1,090 km (680 mi) leste-nordeste de Cabo Race, Terra Nova, Fabian fez a transição para uma tempestade extratropical, sem nenhuma convecção profunda remanescente perto do centro. O remanescente extratropical de Fabian virou para o norte em 9 de setembro, e em 10 de setembro, o remanescente de Fabian se fundiu com outra tempestade extratropical enquanto estava localizado entre o sul da Gronelândia e a Islândia.

## Preparativos
Vários dias antes de Fabian atingir as Bermudas, modelos de computador previram uma crista de alta pressão forçando o furacão a oeste da ilha em 320 km (200 mi). Não se esperava que fosse uma ameaça direta, um meteorologista do Serviço de Meteorologia das Bermudas esperava ventos fortes e chuvas potencialmente fortes. Cada aviso sucessivo trouxe o furacão cada vez mais perto das Bermudas, e 35 horas antes de Fabian chegar mais perto, o Serviço de Meteorologia das Bermudas emitiu um Alerta de furacão para a ilha. Quando uma pista perto das Bermudas ficou mais certa, um Alerta de furacão foi emitido para a ilha, aproximadamente 29 horas antes de Fabian atingir a ilha diretamente.
A Bermuda Electric Light Company Limited recomendou aos residentes das Bermudas que comprassem suprimentos para furacões, como velas, baterias e alimentos não perecíveis, para encher banheiras e recipientes extras com água, e encher tanques de gasolina para automóveis. Na preparação, os residentes formaram longas filas em postos de gasolina, bancos e supermercados. Todos os escritórios do governo e muitas empresas fecharam no dia anterior à chegada do furacão. Todas as escolas foram fechadas, enquanto todos os voos de entrada e saída da ilha foram cancelados. As autoridades abriram abrigos de emergência e recomendaram que 2.000 residentes de baixa altitude fossem evacuados; um hotel na costa sul da ilha também foi evacuado. Vários navios de cruzeiro que deveriam permanecer na ilha partiram cedo para evitar o furacão. As seguradoras locais nas Bermudas experimentaram um grande aumento nos negócios, à medida que os residentes renovavam apólices canceladas ou assinavam novas apólices para residências ou empresas, embora as apólices marítimas tivessem sido suspensas vários dias antes do furacão. A chegada de Fabian forçou o cancelamento ou o adiamento de vários eventos esportivos, incluindo uma partida de críquete, um jogo de futebol e uma corrida de bote.

## Impacto
| Região            | Mortes diretas |
| ----------------- | -------------- |
| Bermudas          | 4              |
| Grand Banks       | 3              |
| Carolina do Norte | 1              |
| Total             | 8              |

Fabian matou oito pessoas e causou US$ 300 milhões em danos, principalmente nas Bermudas.
O furacão causou danos causados por tempestades em Antígua e Barbuda, onde alguns barcos foram levemente danificados. Ondas fortes e marés altas produziram grandes ondas na costa norte de Porto Rico, destruindo praias em vários locais. As ondas derrubaram um 10 ft (3 m) parte de um canteiro de obras no Ocean Park, resultando em US$ 30.000 em danos. Na República Dominicana, o furacão produziu ondas de até 2.4 m (8 ft) de altura. Devido às ondas e rajadas de vento, os barcos foram aconselhados a permanecer no porto. Várias famílias tiveram que ser evacuadas da Nagua quando o mar agitado inundou suas casas.

### Bermudas

Furacão Fabian sobre as Bermudas no final de 5 de setembro

O furacão Fabian atingiu as Bermudas na sexta-feira, 5 de setembro de 2003, com ventos constantes atingindo 39 mph (63 km/h) às 08:00, 74 mph (119 km/h) por 1400 e 240 km/h (150 mph) em 1755. O olho não passou diretamente sobre o arquipélago, mas sim para o oeste (colocando as Bermudas no quadrante nordeste onde os ventos eram particularmente fortes) com a parede do olho se arrastando sobre as Bermudas por três horas. Isso prolongou os ventos prejudiciais aos quais a ilha foi submetida.  A tempestade produziu uma velocidade média do vento de 10 minutos de 190 km/h (120 mph), enquanto uma rajada de vento de pico de 264 km/h (164 mph) ocorreu na Rádio Bermuda Harbor. O mais forte dos ventos durou aproximadamente três a quatro horas, e enquanto a porção leste da parede do olho se movia sobre a ilha, os ventos diminuíram para 97 km/h (60 mph). Grandes ondas atingiram a porção sul da ilha por vários dias, atingindo alturas de 25 a 35 pés (7 a 10 m) no pior do furacão, e ao passar pela ilha, o furacão produziu uma onda de tempestade superior a 11 pés (3 m) de altura. Devido ao seu movimento rápido, o total de chuvas subiu para apenas 1,82 polegadas (46,2 milímetros). Houve também vários relatos não oficiais de tornados. As fortes correntes do furacão persistiram por vários dias antes de Fabian passar pela ilha; dois nadadores foram levados pelas correntes e contaram com a ajuda de salva-vidas para retornar à costa. Como resultado, foram publicados avisos de maré rasa para a ilha.

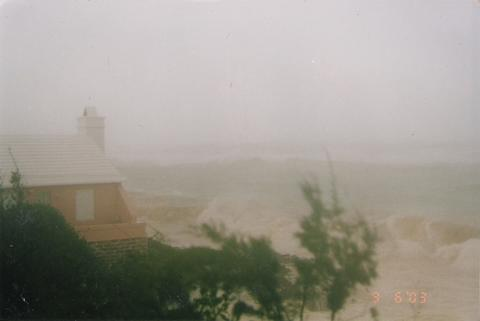
Uma casa na Baía de John Smith durante a aproximação da tempestade

Ondas fortes causaram danos extensos ao litoral, especialmente na porção sul das Bermudas. As ondas fortes quebraram um barco de suas amarras em Spanish Point. Não querendo perder o navio, o proprietário, acompanhado de duas pessoas, tentou salvar a embarcação. Um caiu ao mar antes de subir a bordo do barco. Os três aventuraram a embarcação através de tornados e de 20 pés (6 m) ondas, que lançaram vários pés de água no navio; por fim, eles chegaram com segurança ao porto de Hamilton. Cinco barcos fretados viraram nas ondas, enquanto vários outros colidiram com os recifes. Ondas fortes derrubaram um paredão em Hamilton, causando engarrafamentos por um dia até que fosse consertado.
Os ventos derrubaram várias linhas de energia, fazendo com que 78% dos 32.031 consumidores de energia da ilha experimentassem quedas de energia. Os fortes ventos danificaram ou destruíram os telhados de vários edifícios nas Bermudas. Uma das áreas mais atingidas foi em torno de um hotel fora de Hamilton, que não experimentou cortes de energia ou janelas quebradas, enquanto uma das áreas mais atingidas foi Warwick. Lá, um morador observou: "Muitas casas perderam telhados para contar". Uma casa foi totalmente destruída em Rec View Hill, enquanto um tornado não confirmado destruiu grande parte do telhado de uma casa em Devonshire. O furacão destruiu um restaurante em Southampton e também danificou arquibancadas e telhados de instalações esportivas. Os fortes ventos do furacão danificaram vários edifícios históricos, incluindo a Casa da Assembleia e a Prefeitura, tanto em Hamilton, quanto no antigo quartel-general militar em St. George's.

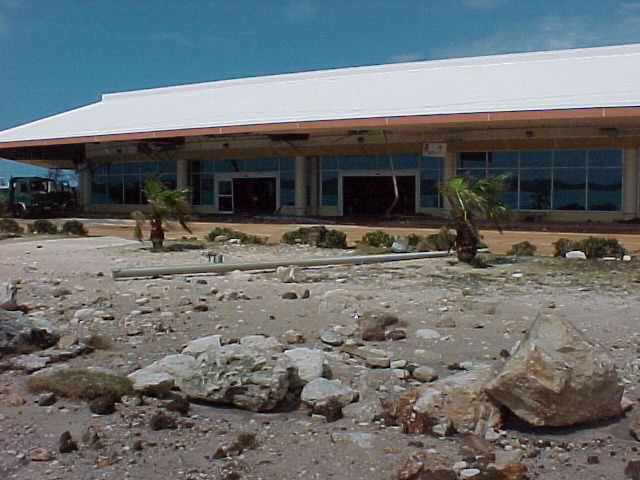
Terminal danificado no Aeroporto Internacional das Bermudas

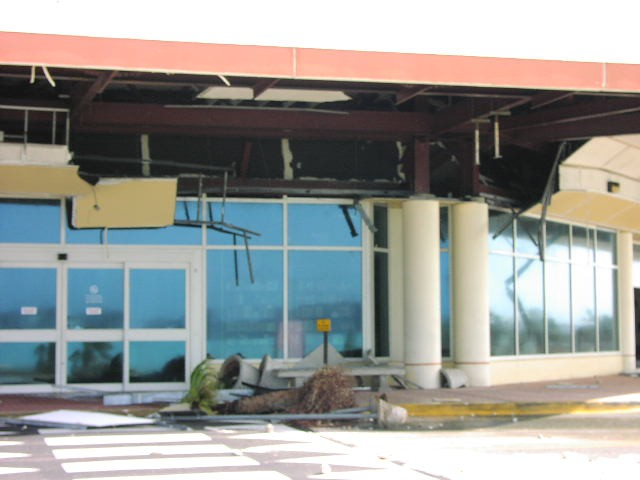
Os danos estruturais foram extensos no Aeroporto Internacional das Bermudas.

Aeroporto Internacional das Bermudas sustentou US$ 15 milhões em danos, principalmente em edifícios e estradas que foram arrastados pela tempestade. A pista escapou de grandes danos, no entanto, e o aeroporto foi reaberto no dia seguinte para voos de emergência. Enfrentando os danos decorrentes da tempestade, o gerente geral do aeroporto James G. Howes foi citado pela mídia como tendo dito: "Meu coração afundou quando vi o aeroporto pela primeira vez naquela manhã. Havia toneladas de destroços em todos os lugares e todos os alarmes de incêndio e alarmes de segurança estavam disparando. Havia esse barulho de sinos e chifres - era como uma zona de guerra ". O serviço da linha aérea comercial foi suspenso por três dias devido a graves danos ao edifício do Terminal, que foi inundado com 3 ft (0.91 m) de água do mar. O ILS e o radar do aeroporto também foram danificados.
O furacão também afetou o Serviço de Meteorologia das Bermudas, ondas com 2.4 m (8 ft) destruíram o equipamento de registro. Os ventos danificaram severamente os principais hotéis da ilha, fechando cinco por longos períodos para reparar os danos. Um hotel que permaneceu aberto sofreu danos em 25% de seus quartos. Os fortes ventos arrancaram centenas de árvores ao longo dos campos de golfe da ilha, embora poucos danos tenham sido relatados na maioria dos campos. Um curso sofreu danos significativos em sua sede do clube, fechando-o temporariamente.
O oficial de conservação do governo, Dr. David B. Wingate, relatou que os danos ao litoral sul das Bermudas foram os piores em mil anos.  Os fortes ventos derrubaram centenas de árvores, causaram graves danos à vegetação e destruíram muitas das plantas indígenas da ilha. O furacão levou embora grandes áreas da ilha de nidificação para o ameaçado petrel das Bermudas e destruiu 10 dos 70 ninhos ativos. As aves ameaçadas de extinção não estavam na ilha, embora os residentes locais rapidamente se reuniram para restaurar seu habitat. Ondas fortes resultaram em severa erosão costeira e, em uma praia, a falta de areia destruiu uma enseada natural. Os Arcos Naturais, um conjunto de pedras erodidas que lembra um arco popular nas fotos, foi destruído pelas ondas. Os fortes ventos arrancaram cocos de várias árvores e espalharam-nos pelo solo.
A onda de tempestade do furacão encalhou um veículo com três policiais e outro com um residente na estrada entre a Paróquia de St. George e a Ilha de St. David. Depois que um caminhão de bombeiros falhou em sua tentativa de resgatá-los, ondas poderosas levaram os veículos para Castle Harbor. Os mergulhadores da Guarda Costeira dos Estados Unidos e da polícia das Bermudas montaram uma busca em grande escala pelas pessoas desaparecidas durante o pior da tempestade. Os ventos fortes e os problemas emocionais da busca por colegas dificultaram a busca. Por fim, os veículos e um cadáver foram recuperados, com os outros desaparecidos, provavelmente mortos. Outro veículo estava na passagem quando os dois carros ficaram presos, embora o motorista pudesse atravessar com segurança. Fortes ventos e ondas arrancaram as paredes laterais da calçada e danificaram muito a estrutura, fechando-a temporariamente ao tráfego de automóveis.
Como a maioria das pessoas estava bem preparada, essas foram as únicas quatro mortes na ilha. Além disso, nove pessoas procuraram atendimento médico devido a ferimentos leves. Os danos nas Bermudas totalizaram US$ 300 milhões, supostamente o pior a afetar a área desde 1926.

### Costa atlântica
As ondas do furacão produziram correntes e ondas fortes ao longo da costa leste da Carolina do Norte. Um homem se afogou perto do Cabo Hatteras por causa das correntes marítimas. Fabian produziu condições moderadas de surfe ao longo da costa leste dos Estados Unidos, principalmente da Geórgia à Carolina do Norte. Três mortes foram relatadas no Atlântico norte quando um navio, The Pacific Attitude, naufragou ao sul de Terra Nova em Grand Banks devido a fortes ondas de mais de 60 pés (20 m) de altura.

## Rescaldo

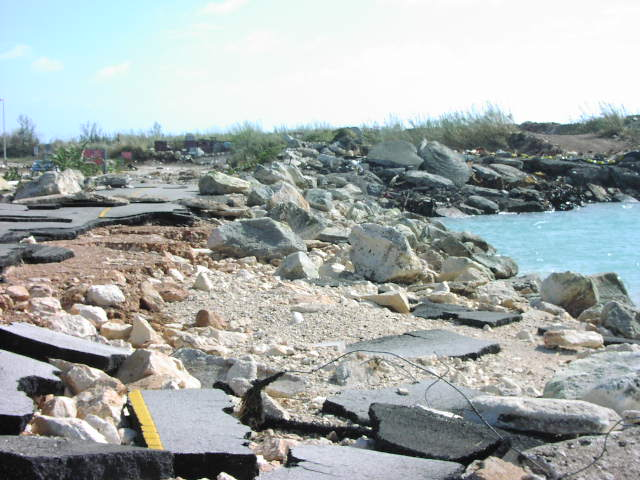
Desbotamento da estrada no Aeroporto Internacional das Bermudas

Estradas bloqueadas inicialmente causaram atrasos às equipes da Bermuda Electric Light Company Limited (BELCO), que tentavam restaurar a energia para a ilha. Entre os locais a serem restaurados, tinham grande prioridade o hospital, assim como os hotéis para receber os turistas que permaneceram na ilha durante a tempestade. No segundo dia após a tempestade passar pela ilha, a energia foi restaurada para 11.000 moradores. A energia nas Bermudas foi restaurada para todos os consumidores três semanas após o furacão, mas o sistema de distribuição de fornecimento de eletricidade foi bastante enfraquecido. Isso resultou em um plano de reabilitação implementado em outubro de 2003. Dias após a passagem do furacão, a umidade da tempestade tropical Henri resultou em tempestades e fortes chuvas; isso atrapalhou os esforços de recuperação, mas não causou nenhum dano relatado. A falta de energia causou interrupções nas comunicações. Enquanto uma estação de transmissão de emergência foi instalada e testada antes do furacão, o furacão causou um problema no gerador de backup do sistema. A passagem nas Bermudas permaneceu fechada por vários dias após o furacão, enquanto as equipes das estradas faziam reparos temporários. Ao ser inaugurado três dias após a tempestade, tráfego foi limitado a uma das duas faixas originais. No entanto, a calçada teve que ser fechada em caso de chuva, ventos superiores a 48 km/h (30 mph) e à noite. A ponte foi totalmente reparada no início de novembro de 2003.
Nos dias que se seguiram à tempestade, as pessoas prestaram assistência umas às outras, principalmente aos idosos. Três dias depois da tempestade, por exemplo, um DJ de estação de rádio anunciou o nome de um idoso necessitado e, em poucos minutos, alguém ligaria para cuidar de suas necessidades. Moradores limparam estradas menores de destroços com motosserras, que por sua vez ajudou as empresas de energia a fazer reparos rapidamente. Como resultado de danos em suas casas, dezenas de pessoas ficaram em cinco abrigos ou hotéis não danificados. Os moradores compraram grandes quantidades de gasolina nos dias após Fabian, alguns dos quais compraram mais de US$ 500 que vale a pena. Autoridades garantiram que não havia escassez, mas pediram aos motoristas que economizassem gasolina. A XL Capital Ltd. despachou 250 lonas, 10 geradores elétricos e suprimentos de corda para a ilha. O governo do Reino Unido ofereceu ajuda à ilha com dois navios da Marinha Real com suprimentos como barracas, alimentos secos e cobertores. O premier Alex Scott recusou a oferta, acreditando que a ilha poderia resistir por conta própria. A Visão Mundial também ofereceu assistência com cobertores, tendas e outros suprimentos, enquanto duas empresas dos Estados Unidos se ofereceram para enviar geradores. A Bermuda Electric Light Company recebeu ajuda da Caribbean Electric Organization, que enviou mais de 20 eletricistas para consertar linhas de energia.

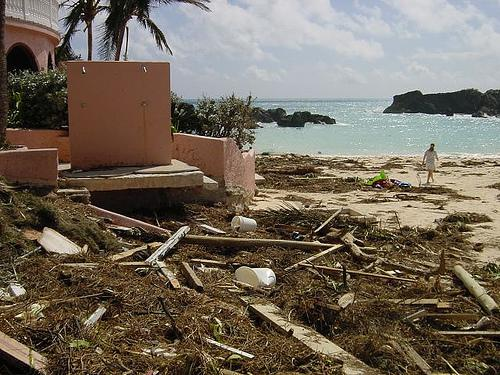
Danos do furacão nas Bermudas

Inicialmente, o tempo para a vegetação destruída nas Bermudas voltar a crescer foi estimado em décadas. Para ajudar, a Fundação do Patrimônio Marítimo da Carolina do Sul, com o apoio de uma tropa de escoteiros e viveiros próximos, entregou 1.000 plantas de buxo para a ilha. Após os danos ao habitat do petrel das Bermudas, o Departamento de Conservação das Bermudas realizou um programa de translocação, que envolveu a mudança do habitat para a Ilha Nonsuch. Essa ilha, uma reserva natural de longa data, era muito mais alta e segura para os pássaros e, dois anos depois do furacão, o número de população era maior do que antes da tempestade.
Pouco depois do furacão, a franquia americana de reforma imobiliária This Old House, sem saber da extensão limitada dos danos, decidiu fazer uma história para consertar o furacão. Ao perceber que haveria pouco ou nada disponível para o Ask This Old House consertar, decidiu-se reformar uma casa de 1805 em St. George's. Era apenas a segunda vez que a franquia funcionava fora dos Estados Unidos.
Um memorial aos quatro bermudenses cujas vidas foram reivindicadas pelo furacão Fabian foi erguido perto da extremidade leste da Calçada do aeroporto, onde o 10º aniversário de suas mortes foi lembrado por funcionários do governo em setembro de 2013. O ataque do furacão Gonzalo em outubro de 2014 levou um modelador de catástrofes a revisitar a destruição de Fabian, concluindo que se tivesse atingido em 2014, teria causado cerca de US$ 650 milhões em danos.

### Aposentadoria
Devido aos danos e mortes nas Bermudas, o nome Fabian foi aposentado na primavera de 2004 e nunca mais será usado para um furacão no Atlântico. O Serviço de Meteorologia das Bermudas permitiu que os residentes sugerissem um nome de substituição, com a única regra sendo o nome deve ser um nome masculino começando com a letra "F", capaz de ser facilmente pronunciado, e não atualmente em uso pelo Centro Nacional de Furacões. O serviço recebeu uma lista de mais de 30 nomes, incluindo Forrest e Frodo, após a personagem de O Senhor dos Anéis. O Serviço Meteorológico das Bermudas enviou três nomes à Organização Meteorológica Mundial : Fred, Ford e Flynn.  Dos três mencionados, a Organização Meteorológica Mundial escolheu Fabian para ser substituído por Fred para estar na lista para a temporada de 2009 na primavera de 2004.